# Arugisa drucella
Arugisa drucella là một loài bướm đêm trong họ Erebidae.